# Nabinaud
 Nabinaud  es una población y comuna francesa, en la región de Poitou-Charentes, departamento de Charente, en el distrito de Angoulême y cantón de Aubeterre-sur-Dronne.

## Demografía
| 119 | 104 | 92 | 87 | 90 | 89 |
| Para los censos de 1962 a 1999 la población legal corresponde a la población sin duplicidades (Fuente: INSEE [Consultar]) |     |    |    |    |    |